# Grabovo (Vukovar)
Grabovo es una localidad de Croacia situada en el ejido de la ciudad de Vukovar, condado de Vukovar-Sirmia. Según el censo de 2021, actualmente no hay residentes permanentes en la localidad.
La masacre de Vukovar ocurrió en este asentamiento (entonces parte de la localidad de Ovčara). Fue llevada adelante por miembros del JNA (Ejército Popular Yugoslavo) y unidades paramilitares serbias en la noche del 20 al 21 de noviembre de 1991 durante la ocupación serbia de Vukovar.
La mayoría de los asentamientos fueron destruidos y devastados durante la guerra, y muchos edificios antiguos se han convertido en granjas y plantas industriales.

## Geografía
Está ubicada a una altitud de 105 m s. n. m., a 297 km de la capital nacional, Zagreb.

## Demografía
| Gráfica de población de Grabovo 1857-2021                           |
|                                                                     |
| Según los censos de población de la oficina estadística de Croacia. |